# Tremnik
Tremnik (mac. Тремник) – wieś w centralnej Macedonii Północnej, terytorialnie i administracyjnie należąca do gminy Negotino. Według stanu na 2002 rok jej liczebność wynosiła 827 mieszkańców.

położenie wsi na mapie gminy

Według danych ze spisu powszechnego przeprowadzonego w 2002 roku, wieś Timjanik zamieszkiwało 827 osób deklarujących następującą narodowość: 
- Macedończycy – 618 (74,73%)
- Serbowie – 121 (14,63%)
- Turcy – 85 (10,28%)
- Inni – 3 (0,36%)